# دبلیودبلیوئی روز ۱
دبلیودبلیوئی روز یک یا دِی وان (به انگلیسی: WWE Day 1) یک رویداد غیر رایگان (Pay-Per-View) در کشتی حرفه ای و شبکه دبلیودبلیوئی است که توسط کمپانی دبلیودبلیوئی، یک کمپانی کشتی حرفه‌ای مستقر در کانتیکت، تولید می‌شود. این رویداد در سال ۲۰۲۲ تأسیس شد و جایگزین دبلیودبلیوئی تی‌ال‌سی: میزها، نردبان‌ها و صندلی‌ها شد. نام این رویداد به زمان برگزاری آن که در روز اول ماه ژانویه است، اشاره دارد.

## لیست رویداد ها
| ۱                                                | روز ۱ (۲۰۲۲) | ۱ ژانویه ۲۰۲۲ | آتلانتا، جورجیا | استیت فارم آرنا | بیگ ای (c) در مقابل براک لزنر، ست رولینز، کوین اونز و بابی لشلی در یک مسابقه پنج نفره برای قهرمانی کمربند دبلیودبلیوئی | [ ۱ ] |
| ۲                                                | روز ۱ (۲۰۲۳) | ۱ ژانویه ۲۰۲۳ | آتلانتا، جورجیا | استیت فارم آرنا | نامشخص | [ ۲ ] |
| (c) – نشان دهنده قهرمانی است که به میدان می رود. |              |               |                 |                 | |       |